# Рябчик лузитанский
Рябчик лузитанский (лат. Fritillaria lusitanica) — многолетнее травянистое растение семейства лилейных.
Многолетнее травянистое растение до 50 см высотой с узкими, длинными и очередными листьями. Клубни 0,5-1,2 см в диаметре. Самые нижние листья 4,5-10 х 0,1-0,3 (-0,5) см. Цветки одиночные, иногда в парах или в группах по 3. Цветёт с февраля по май.
Вид распространён в западной части Средиземноморья. Растёт в каменистых и сухих местах, в редколесьях самшита или сосны на высоте от 500 до 2000 метров над уровнем моря.